# Thor manningi
Thor manningi är en kräftdjursart som beskrevs av Fenner A. Chace 1972. Thor manningi ingår i släktet Thor och familjen Hippolytidae. Inga underarter finns listade i Catalogue of Life.